# شون لي رو
شون لي رو (بالإنجليزية: Shaun Le Roux)‏ هو لاعب إسكواش جنوب أفريقي، ولد في 27 سبتمبر 1986 في كيب تاون في جنوب أفريقيا.

## وصلات خارجية
- شون لي رو على موقع SquashInfo.com (الإنجليزية)